# Parliament House (Harare)

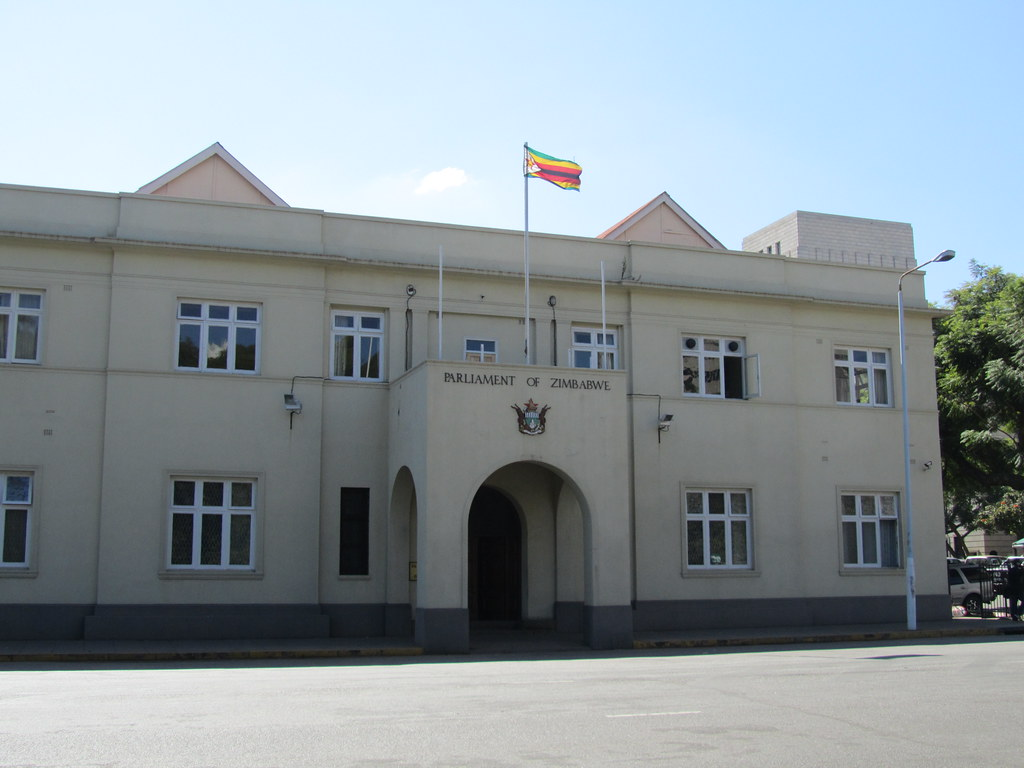
L'ancien Parlement du Zimbabwe.

Pour les articles homonymes, voir Parliament House.
Parliament House est un édifice législatif situé à Harare. Il est pendant 112 ans, le siège du Parlement de Rhodésie puis de son successeur le Parlement du Zimbabwe.

## Histoire

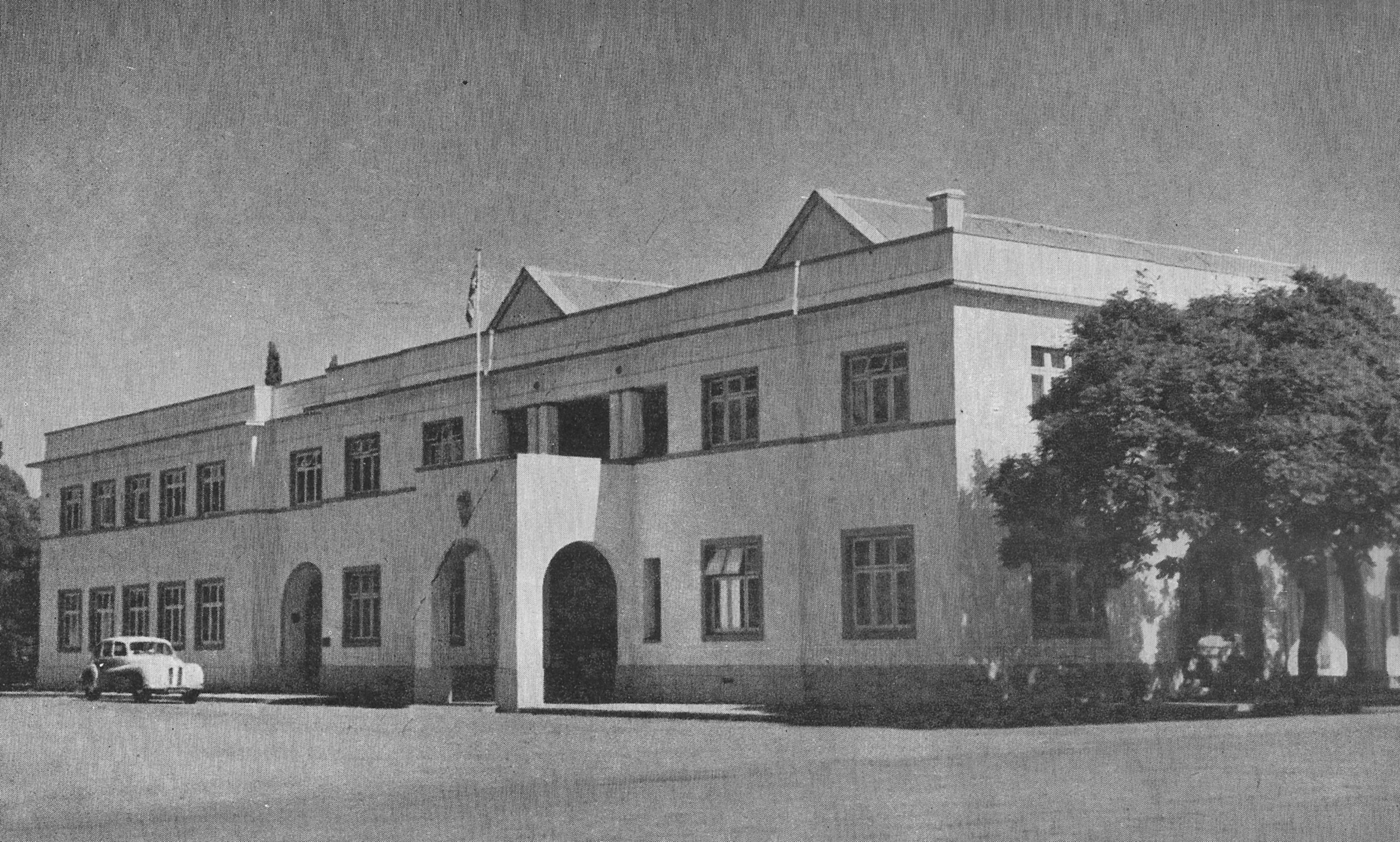
Le bâtiment du Parlement en 1954.

Parliament House est construit en 1895. L'ancien hôtel pour colons blancs est converti en parlement en 1898 et agrandi à plusieurs reprises à partir de 1937.
Le bâtiment n'ayant qu'une capacité de 100 sièges, et il est remplacé par l'ouverture du nouveau bâtiment du Parlement du Zimbabwe en 2022. Pendant la transition de lieu, le Parlement du Zimbabwe utilise toujours Parliament House pour ses réunions.